# Seznam krajev Unescove svetovne dediščine v Azerbajdžanu
Organizacija Združenih narodov za izobraževanje, znanost in kulturo (UNESCO) imenuje kraje svetovne dediščine, ki so pomembni kot svetovna naravna ali kulturna dediščina. Kraje svetovne dediščine ureja Unescova konvencija iz leta 1972. Kulturno dediščino sestavljajo spomeniki, kot so arhitekturna dela, monumentalne skulpture ali napisi, skupine zgradb in najdišča, vključno z arheološkimi najdišči. Kot naravna dediščina so opredeljene naravne znamenitosti, kot so fizične in biološke tvorbe, geološke in fiziografske tvorbe, vključno s habitati ogroženih vrst živali in rastlin, ter naravne znamenitosti, ki so pomembne z vidika znanosti, ohranjanja ali naravne lepote.  Azerbajdžan je konvencijo podpisal 16. decembra 1993 po razpadu Sovjetske zveze. 
Leta 2021 je imel Azerbajdžan na seznamu tri kraje. Prvi vpisan kraj je bilo Obzidano mesto Baku s Širvanšahovo palačo in Deviškim stolpom leta 2000. Po potresu leta 2000, ki je v Bakuju povzročil znatno škodo, je bil kraj od leta 2003 do 2009 označen kot ogrožen.
Kulturna krajina Gobustanska skalna umetnost je bila na seznam vpisana leta 2007. Leta 2013 je Odbor za varstvo kulturnih dobrin zaradi oboroženih spopadov tem dvema krajema dodelil okrepljeno zaščito.
Najnovejše dodano mesto je bilo Zgodovinsko središče Šekija s Kanovo palačo leta 2019. Vsa tri mesta spadajo med kulturno dediščino. Na seznamu krajev, ki po mnenju Azerbajdžana izpolnjujejo kriterije za vpis na seznam, je še deset mest v tej državi.

## Seznam
Unesco uvršča mesta po deset kriterijih. Vsako mesto mora izpolniti vsaj en kriterij. Kriteriji od i do vi so kulturni, kriteriji od vii do x pa naravni.
| Kraj                                                          | Slika                                        | Provinca           | Leto vpisa | Referenčna številka in kriteriji | Opis |
| ------------------------------------------------------------- | -------------------------------------------- | ------------------ | ---------- | -------------------------------- | --- |
| Obzidano mesto Baku s Širvanšahovo palačo in Deviškim stolpom | Domes and an minaret in light-coloured stone | Baku               | 2000       | 958; iv (kulturni)               | Staro obzidano mesto Baku kaže vplive več kultur, ki so bile na tem območju prisotne skozi zgodovino: zoroastrske, sasanidske, arabske, perzijske, širvanske, osmanske in ruske. Obrambno obzidje sega v 12. stoletje, tako kot Deviški stolp, zgrajen na prejšnjih zgradbah iz 7. do 6. stoletja pr. n. št. Širvanšahova palača je bila zgrajena v 15. stoletju. Od leta 2003 do 2009 je bilo območje zardi škode, ki je nastala v potresu v Bakuju leta 2000, uvrščeno na seznam ogrožene svetovne dediščine. |
| Kulturna krajina Gobustan                                     | Rocks at the entrance to the park            | Garadag in Abšeron | 2007       | 1076; iii (kulturni)             | Petroglifi na skalnih balvanih v Gobustanu pričajo o človeški prisotnosti na tem območju, ki traja 40.000 let. Obstaja več kot 6000 skalnih rezbarij s podobami človeških figur, rastlin, živali, pa tudi prizorov lova in ribolova. V obdobju po zadnjem ledeniškem maksimumu je bilo podnebje na tem območju toplejše in vlažnejše in rastlinstvo bujnejše kot danes. V varovanem pasu so tri območja s petroglifi. Poleg kamnite umetnosti so na tem območju našli tudi ostanke naselij in pokopališč.       |
| Zgodovinsko središče Šekija s Palačo šekijskh kanov           | Stained glass windows in the palace          | Šeki               | 2019       | 1549rev; ii, v (kulturni)        | Mesto Šeki (ali Šaki) leži pod Visokim Kavkazom in je bilo pomembno trgovsko mesto na trgovskih poteh preko Kavkaza. Zgodovinsko središče mesta je iz 18. stoletja. Zgrajeno je bilo potem, ko so staro mesto uničili hudourniki blata. Tradicionalne hiše imajo visoke dvokapne strehe. Mesto je obogatelo z gojenjem sviloprejke (Bombyx mori) in trgovanjem s kokoni v poznem 18. in 19. stoletju. Bogastvo mesta je opazno zlasti v kanovi palači in hišah trgovcev.                                        |

## Seznam predlogov
Razen krajev, ki so že uvrščeni na seznam svetovne dediščine, lahko države članice predlagajo tudi nove kraje, ki po njihovem mnenju izpolnjujejo pogoje za vpis na seznam svetovne dediščine. Vpis na ta seznam je mogoč le, če je bil kraj prej na seznamu predlogov. Azerbajdžan je imel leta 2021 na seznanu kandidatov deset krajev.
| Kraj                                                            | Slika                                                                              | Lokacija           | Leto vpisa | Unescovi kriteriji      | Opis |
| --------------------------------------------------------------- | ---------------------------------------------------------------------------------- | ------------------ | ---------- | ----------------------- | --- |
| Atešgah, tempelj-muzej častilcev ognja                          | Fire temple in stone, surrounded by walls                                          | Baku               | 1998       | i, iii (kulturni)       | Ognjeni tempelj v Surakaniju, predmestju Bakuja, je bil eno glavnih središč zoroastrske religije v zgodovini. Sedanje stavbe so bile zgrajene v 17. stoletju. Aktivno bogoslužje se je v njih opravljalo do leta 1883. Kompleks je petkoten obzidan prostor z odprtim dvoriščem in kockastim oltarjem na sredini. |
| Mavzoleji v Nahičevanu                                          | Garabaghlar Mausoleum with intricate decoration and two minarets in the background | Nahičevan          | 1998       | i, iv (kulturni)        | Predlog vsebuje več mavzolejev v Nahičevanu, vključno z mavzolejem v Garabaglarju (na sliki), mavzolejem Momine Katun, mavzolejem Jusifa ibn Kusejirja in mavzolejem v Gulustanu. Zgrajeni so bili v 12. stoletju za lokalne plemiče. Nekatere mavzoleje je zasnoval arhitekt Adžami Nahčivani. Mavzoleji imajo večinoma osmerokoten tloris in so okrašeni z glaziranimi opekami z dodelanimi vzorci.                                                                                         |
| Jezero asfalta Binagadi z depoziti favne in flore iz 4. obdobja | Skeleton of Rhinoceros binagadensis in a museum                                    | Baku               | 1998       | viii, ix (naravni)      | Predlog zajema kotanje asfalta v Bakujski regiji. V kotanjah je obilje fosilov iz pliocena. Do zdaj so v njih odkrili okoli 50.000 kosti 40 vrst sesalcev, 120 vrst ptic, 100 vrst žuželk in več ostankov rarstlin. Med najdbami je bilo tudi okostje nosoroga (na sliki). |
| Blatni stožec Lok-Batan                                         |                                                                                    | Baku               | 1998       | vii, viii, ix (naravni) | Lok-Batan je vulkan v Bakujski regiji, ki bruha tekočo zemljino. Prvi dokumentirani izbruh je bil leta 1864, kateremu je do zdaj sledilo še okoli dvajset izbruhov. Depoziti okoli vulkana so iz pliocena. |
| Gora "Bakujski oder"                                            |                                                                                    | Baku               | 1998       | viii, ix (naravni)      | Gora "Bakujski oder" je stratigrafski steber v Bakujski regiji, visok 70 metrov. Zanimiv je predvsem zaradi geoloških depozitov in paleontoloških ostankov. |
| Obrambne zgradbe ob kaspijski obali                             | Stone castle with walls and a tower                                                | več krajev         | 2001       | (kulturni)              | Medtem ko je severna meja Azerbajdžana zaščitena s Kavkazom, je kaspijska obala predstavljala možno pot za invazije na Azerbajdžan. Sistem obrambnih trdnjav se je raztezal od Derbenta (zdaj v Rusiji) do polotoka Abšeron. Najožji prehod med goro Beš Barmag na skrajnem koncu Kavkaza in obalo Kaspijskega jezera je širok samo 11,75 km. Nekatere obrambne strukture iz 12. in 13. stoletja vključujejo Deviški stolp v Bakuju, zdaj potopljen grad Sabajil in grad Mardakan (na sliki). |
| Zgodovinski in arhitekturni rezervat Suša                       | Susha, view from above                                                             | Šuša               | 2001       | i, iv, v, vi (kulturni) | Suša je bila glavno mesto Karabaškega kanata, enega od več neodvisnih kanato, ki so nastali v Zakavkazju v 18. stoletju. Suša, ki se nahaja visoko v gorah, najvišja točka je na nadmorski višini 1600 m, je bila dodatno utrjena z obzidjem in stolpi. Bila je pomembna postaja na svilni cesti. |
| Zgodovinski in arhitekturni rezervat Ordubad                    | Geysarriya monument, a building in light-coloured stone and brick                  | Nahičevan          | 2001       | i, iv, v (kulturni)     | Ordubad se nahaja pod gorami Zangezur. Bil je pomembna postojanka na svilni cesti. Prvo mesto se je imenovalo Gala. Ustanovljeno je bilo v 15. stoletju na bregu reke Ordubadčaj. V 17. in 18. stoletju so se trgovske dejavnosti preselile na drugo stran reke. Arhitektura Ordubada vključuje mošeje, tržnice, javna kopališča in karavanseraje. |
| Srednjeveška gorska vas Hinalik                                 | Look at the village from above                                                     | Quba               | 2020       | iii, iv, v (kulturni)   | Hinalik je vas v Visokem Kavkazu na nadmorski višini 2.300 m, naseljena od bronaste dobe. Prebivalci v njeni okolici govorijo svoj jezik in imajo edinstveno kulturno izročilo. Njihova arhitektura in življenjski slog sta prilagojena življenju na velikih nadmorskih višinah. |
| Narodni park Hirkan*                                            | Flamingos flying over reeds                                                        | Lankaran in Astara | 2020       | ix, x (naravni)         | Nominacija vsebuje predlog, da bi se mešani gozdovi listavcev Kaspijski hirkanski mešani gozdovi v Iranu, ki so na seznamu svetovne dediščine od leta 2019, razširili na enake gozdove v Azerbajdžanu. Gozdovi listavcev rastejo med obalo Kaspijskega jezera in sušno notranjostjo. So pomembno območje biotske raznovrstnosti in dom anatolskega leoparda (Panthera pardus tulliana). V Azerbajdžanu so nominirana tri gozdna območja: Dangjaband, Khanbulan in dolina Istisučaj.           |